# Katalin Sarlós
Katalin Sarlós (* 24. August 1968 in Budapest) ist eine ehemalige ungarische Ruderin, die 1989 Weltmeisterschaftsdritte im Einer war.

## Karriere
Bei den Juniorenweltmeisterschaften belegte sie 1984 den achten Platz und 1985 den vierten Platz im Einer, 1986 erkämpfte sie die Bronzemedaille hinter Marion Schmidt aus der DDR und Iryna Kalimbet aus der Sowjetunion. 1987 trat sie mit dem Doppelvierer bei den Weltmeisterschaften in Kopenhagen an. Der ungarische Vierer mit Katalin Sarlós, Ildikó Cserey, Erika Bertényi und Edit Punk erreichte den fünften Platz mit über 18 Sekunden Rückstand auf die viertplatzierten Rumäninnen. Bei den olympischen Spielen 1988 ruderten Bertényi, Cserey, Anikó Kapócs und Sarlós im ungarischen Doppelvierer. Die Ungarinnen belegten sowohl im Vorlauf als auch im Hoffnungslauf den letzten Platz. Im B-Finale erreichten sie als Zweite das Ziel und belegten damit in der Gesamtwertung den achten Platz.
1989 wechselte die 1,73 m große Katalin Sarlós zurück in den Einer. Bei den Weltmeisterschaften in Bled siegte die Rumänin Elisabeta Lipă vor Birgit Peter aus der DDR, mit zweieinhalb Sekunden Rückstand auf Peter gewann Sarlós die Bronzemedaille vor der für die Bundesrepublik Deutschland startenden Titie Jordache. 1990 belegte Sarlós den achten Platz bei den Weltmeisterschaften in Tasmanien. Bei den Olympischen Spielen 1992 den letzten Platz im Vorlauf und den vierten Platz im Hoffnungslauf. Als Siegerin des C-Finales belegte sie in der Gesamtwertung den 13. Rang.